# Moulins-Engilbert
Moulins-Engilbert és un municipi francès, situat a la regió de Borgonya - Franc Comtat, al departament del Nièvre. El 2019 tenia 1.445 habitants.